# Kruiningen-Yerseke vasútállomás
Kruiningen-Yerseke vasútállomás Hollandiában, Reimerswaal községben, Kruiningen településen.

## Vasútvonalak
Az állomást az alábbi vasútvonalak érintik:
- Roosendaal–Vlissingen-vasútvonal

## Kapcsolódó állomások
A vasútállomáshoz az alábbi állomások vannak a legközelebb:
- Kapelle-Biezelinge vasútállomás
- Krabbendijke vasútállomás